# Студенческая (станция метро, Харьков)
«Студе́нческая» (укр. Студе́нтська,  (слушать)о файле) — станция Харьковского метрополитена на Салтовской линии. Расположена между станциями «Салтовская» и «Академика Павлова». Колонная трёхпролётная станция мелкого заложения. Открыта 24 октября 1986 года в составе второго пускового участка второй линии «Барабашова» — «Салтовская». Является одной из станций, связывающих крупный Салтовский жилмассив с остальной частью города. Название получила от близости к корпусам Педагогического университета им. Г. С. Сковороды, Фармацевтического университета и студенческим общежитиям.

## История и описание
Станция пущена в эксплуатацию 24 октября 1986 года.
В январе 2009 года южные выходы из станции поочерёдно были перекрыты из-за проведения ремонтных работ.
Станция колонного типа.

## Расположение
Станция «Студенческая» Салтовской линии расположена между станциями «Салтовская» и «Академика Павлова». Находится одновременно на территории Киевского и Салтовского районов, на пересечении улиц Академика Павлова и Валентиновской (до 2016 — Блюхера). Северный вестибюль имеет лишь один выход к 522-му микрорайону. Южный вестибюль имеет 7 выходов, 1 из которых к 520-му микрорайону, 2 — к 521-му, на площадь рынка, 2 — к 522-му и ещё 2 — к трамвайным путям по улице Академика Павлова. Также он является подземным переходом между двумя улицами.

### Наземный общественный транспорт
Станция «Студенческая» имеет выход к нескольким остановкам наземного общественного транспорта:
- Остановка «Станция метро „Студенческая“» находится на улице Валентиновской. На ней останавливаются троллейбусы № 34, 42 и автобусы № 52э, 272э.
- Остановка «Станция метро „Студенческая“» находится на улице Академика Павлова. На ней останавливаются автобусы № 240э, 271э.
- Остановка «Станция метро „Студенческая“» находится на улице Академика Павлова. На ней останавливаются трамваи № 16, 16-А, 27.

Маршруты наземного общественного транспорта (данные на 2019 год):
| Маршрут                  | Следует к станциям метро | Конечный пункт 1                     | Конечный пункт 2                        |
| ------------------------ | --- | ------------------------------------ | --------------------------------------- |
| трол. № 34               | *** | Улица Непокорённых                   | Восточная Салтовка                      |
| трол. № 42               | *** | Улица Непокорённых                   | Северная Салтовка (Улица Натальи Ужвий) |
| авт. № 52э               | *** | Станция метро «Студенческая»         | Восточная Салтовка                      |
| авт. № 240э              | «Академика Барабашова», «Академика Павлова», «Салтовская»                                                                                  | Станция метро «Академика Барабашова» | Посёлок Жуковского                      |
| авт. № 271э              | «Академика Барабашова», «Академика Павлова», «Салтовская» / «23 Августа», «Алексеевская», «Победа»                                         | Станция метро «Академика Барабашова» | Станция метро «Победа»                  |
| авт. № 272э              | «Киевская», «Исторический музей» / «Площадь Конституции»                                                                                   | Площадь Конституции                  | Улица Светлая                           |
| трам. № 16 (кольцевой)   | «Салтовская», «Киевская», «Академика Барабашова», «Академика Павлова»                                                                      | Салтовская                           | Салтовская                              |
| трам. № 16-А (кольцевой) | «Салтовская», «Академика Павлова», «Академика Барабашова», «Киевская»                                                                      | Салтовская                           | Салтовская                              |
| трам. № 27               | «Спортивная», «Завод имени Малышева» / «Академика Барабашова», «Академика Павлова», «Салтовская» / «Метростроителей», «Защитников Украины» | Новожаново                           | Салтовская                              |

## Галерея

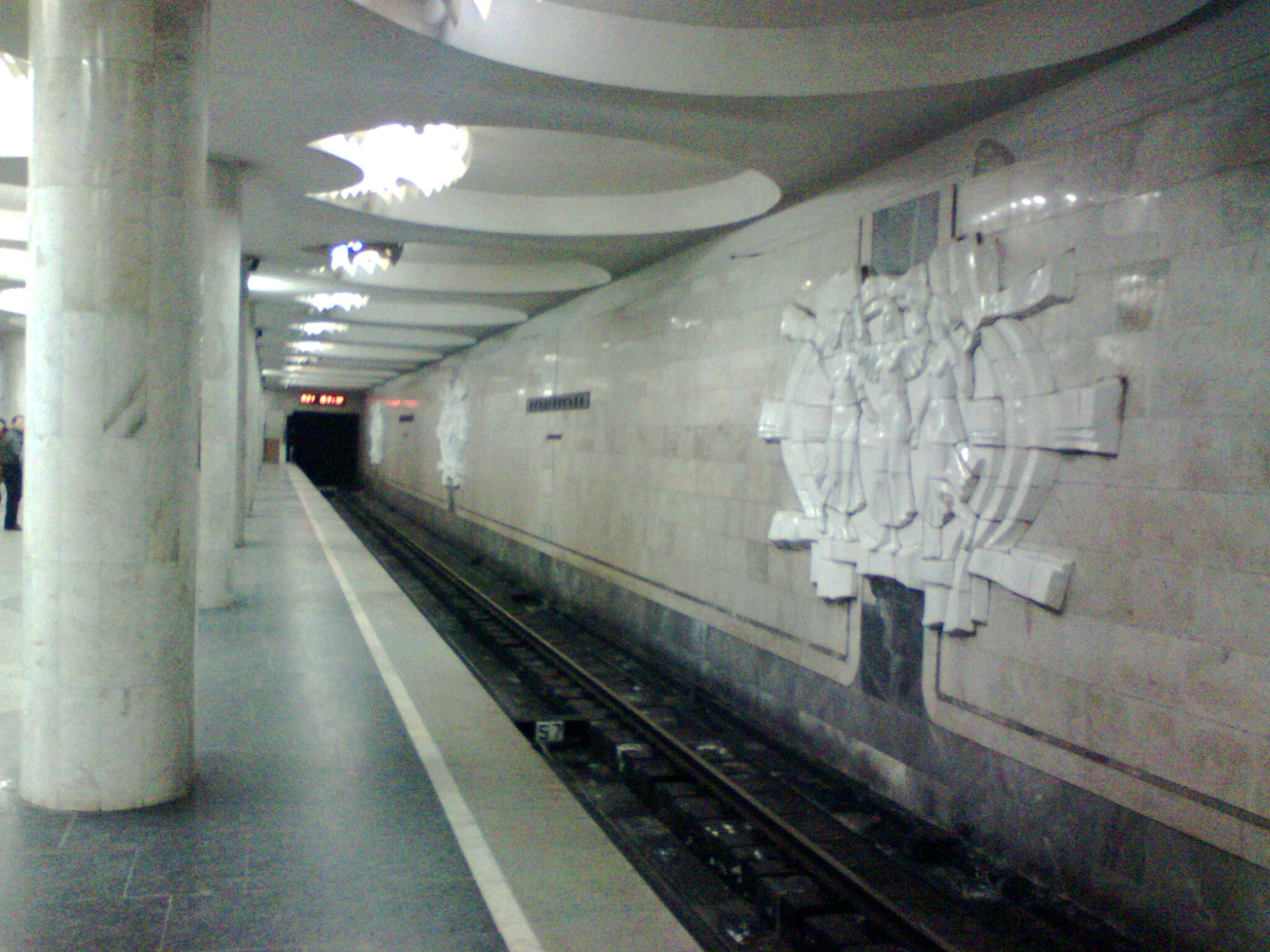
Вид на барельефы станции Студенческая. Стены станции со стороны туннеля с каждой стороны украшены четырьмя барельефами.
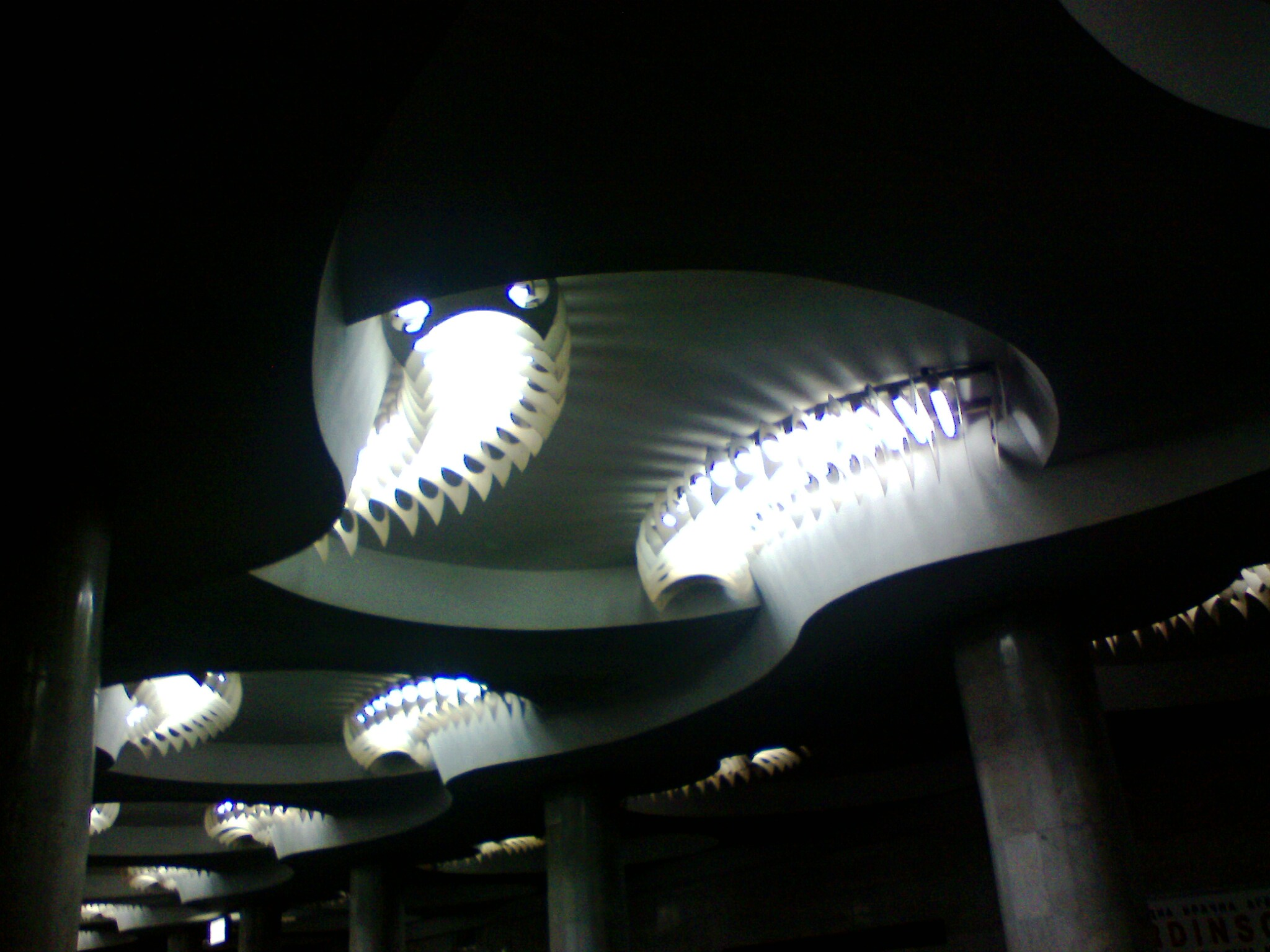
Лампочки на станции метро Студенческая. Их внешний вид.
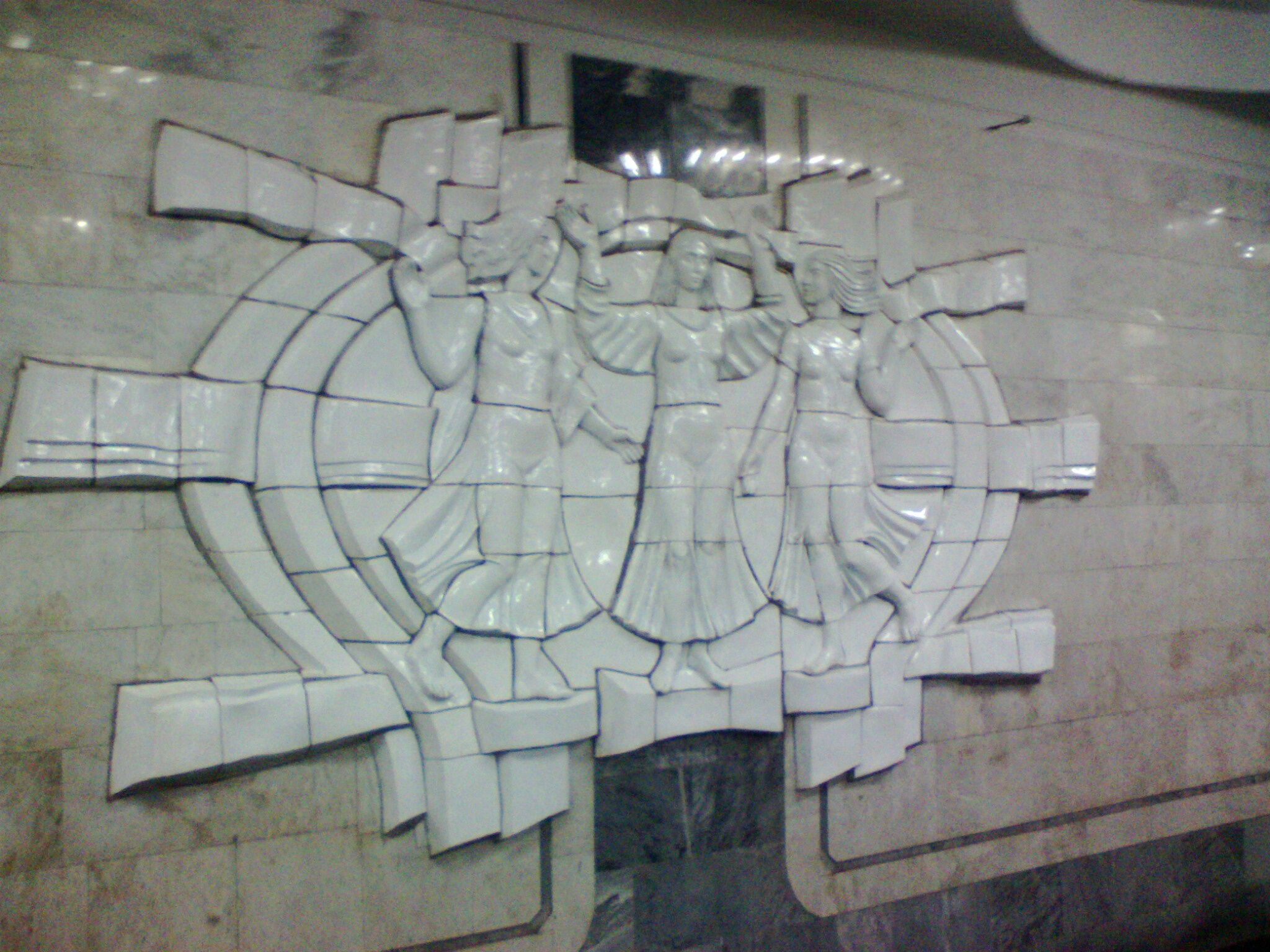
Барельеф на Студенческой (один из восьми барельефов). Этим барельефом увековечены студенты.